# Estadio Municipal de Cota
El Estadio Municipal de Cota, está situado en el municipio de Cota, Cundinamarca; fue inaugurado en 2008 y tiene capacidad de 3.000 espectadores.

## Historia
Desde la temporada 2018, la División Mayor del Fútbol Colombiano le dio el aval al club de la Primera B profesional Fortaleza CEIF para jugar como local en este escenario, el cual fue su sede incluso desde su época amateur. El primer partido profesional en este estadio fue el 17 de febrero de 2018 entre Fortaleza CEIF y Llaneros, luego de cumplir con los requisitos de arreglo de la cancha y retiro de un poste.
El partido con mayor asistencia en el Estadio Municipal de Cota fue el juego de la fase de grupos de la Copa Colombia 2019 entre Fortaleza y Millonarios, con aproximadamente 2.000 espectadores en las tribunas.
El 8 de marzo de 2020 fue el último partido como local de Fortaleza CEIF en este escenario, y desde entonces no se ha vuelto a jugar fútbol profesional en él. Fue victoria 1-0 sobre Barranquilla FC.